# Mimusops erythroxylon
Mimusops erythroxylon là một loài thực vật có hoa trong họ Hồng xiêm. Loài này được Bojer ex A.DC. mô tả khoa học đầu tiên năm 1844.